# Napranum
Napranum – miasto w Australii, w stanie Queensland.